# Форстнер, Леопольд
Леопольд Форстнер (нем. Leopold Forstner; 2 ноября 1878[…], Бад-Леонфельден, Верхняя Австрия или Hauptplatz 19, Bad Leonfelden, Верхняя Австрия — 5 ноября 1936[…], Штоккерау, Корнойбург) — австрийский художник, представитель венского югендштиля, работавший преимущественно в области мозаики.

## Биография
Л. Форстнер родился в семье столяра Франца Форстнера. Школьное образование получил в родном городе, затем в ремесленном училище в Линце. При поддержке своего дяди, Антона Форстнера оканчивает затем Тирольское художественное училище в Инсбруке, специализировавшееся в росписи по стеклу и мозаичным работам. В 1899 году молодой человек поступает в венский Университет прикладного искусства, где ему преподают Карл Каргер и Коломан Мозер. В 1902—1903 годы Форстнер также посещает курс Людвига фон Гертериха в мюнхенской Академии изящных искусств.
Начиная с 1901 года Л.Форстнер известен как художник, график и книжный иллюстратор. В 1906 году он открывает «Венские мозаичные мастерские». В 1908 году в Вене, Густавом Климтом и архитектором Йозефом Хоффманом, организовывается Художественная выставка (Wiener Kunstschau), на которой впервые мозаики Л.Форстнера в большом количестве были представлены зрителю. Он также участвует в аналогичной выставке 1909 года, а также на весенней, 1911-го.
Первые мозаики художника выполнены в венецианской или флорентийской технике, однако позднее он применяет уже смешанный подход к их изготовлению. Эскизы для мозаик создаются частично самим Л.Форстнером, частично в сотрудничестве с такими мастерами, как Густав Климт, Отто Вагнер, Эмиль Хоппе, Отто Шёнталь. В частности, мозаики Форстнера дополняют фасад работы Климта во дворце Стокле. В последующие годы вплоть до начала Первой мировой войны творчество Л.Форстнера было наиболее плодотворным. В 1912 году он вступает в Союз австрийских художников, в 1913 году — становится членом Общества австрийских архитекторов. В 1912 году он приобретает в собственность печь для стекольного литья и создаёт в Штоккерау «Mosaik-Glashütte», фирму по производству художественной мозаики.
В 1911 году мастер вступает в брак с проживавшей в Штоккерау Стефанией Штёгер; в этой семье родились двое сыновей, Георг и Карл. Во время Первой мировой войны Л.Фоорстнер служит офицером австрийской армии в Албании и Македонии. После её окончания он живёт и работает в родном городе своей жены. Здесь он в 1920 создаёт фирму по производству цветного и благородного стекла, которую, впрочем, в 1925 был вынужден продать семейству Фикль.
В послевоенные годы Л.Форстнер работает как проектировщик памятников, архитектор, преподаватель живописи.

## Галерея

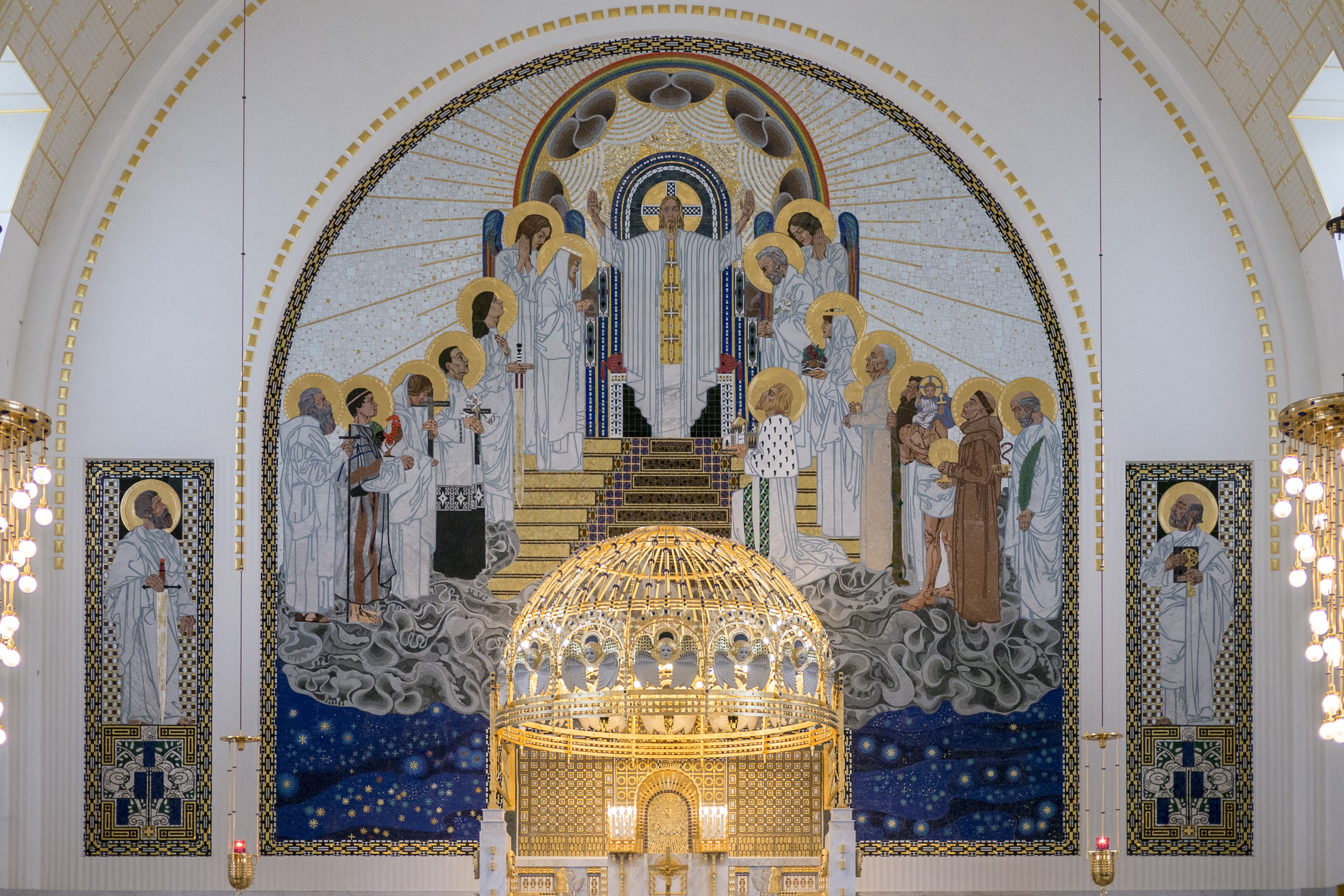
Алтарная мозаика в церкви Штейнхофа
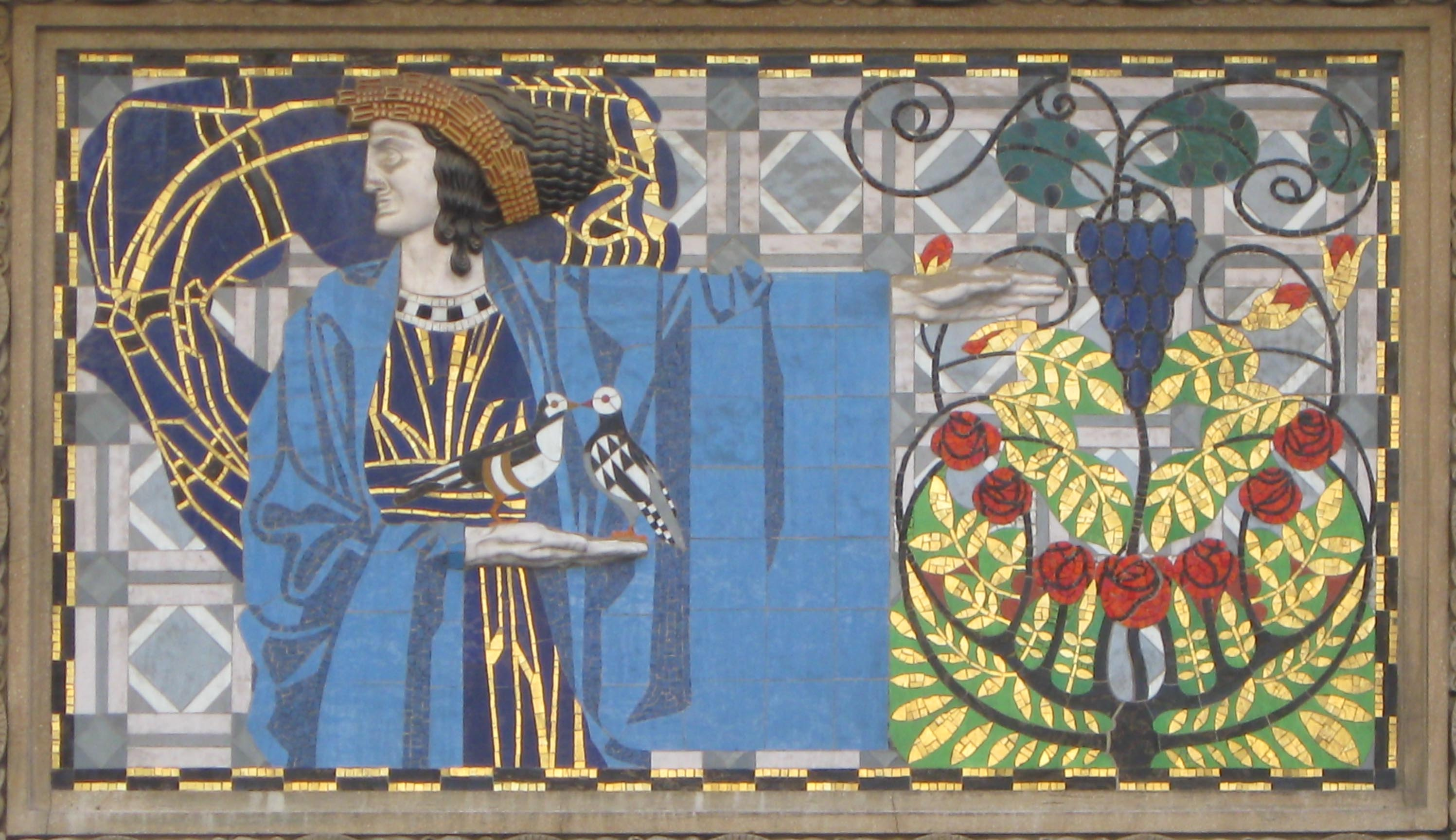
Мозаика над входом в здание в Вене, Франкенберг-гассе, 3.
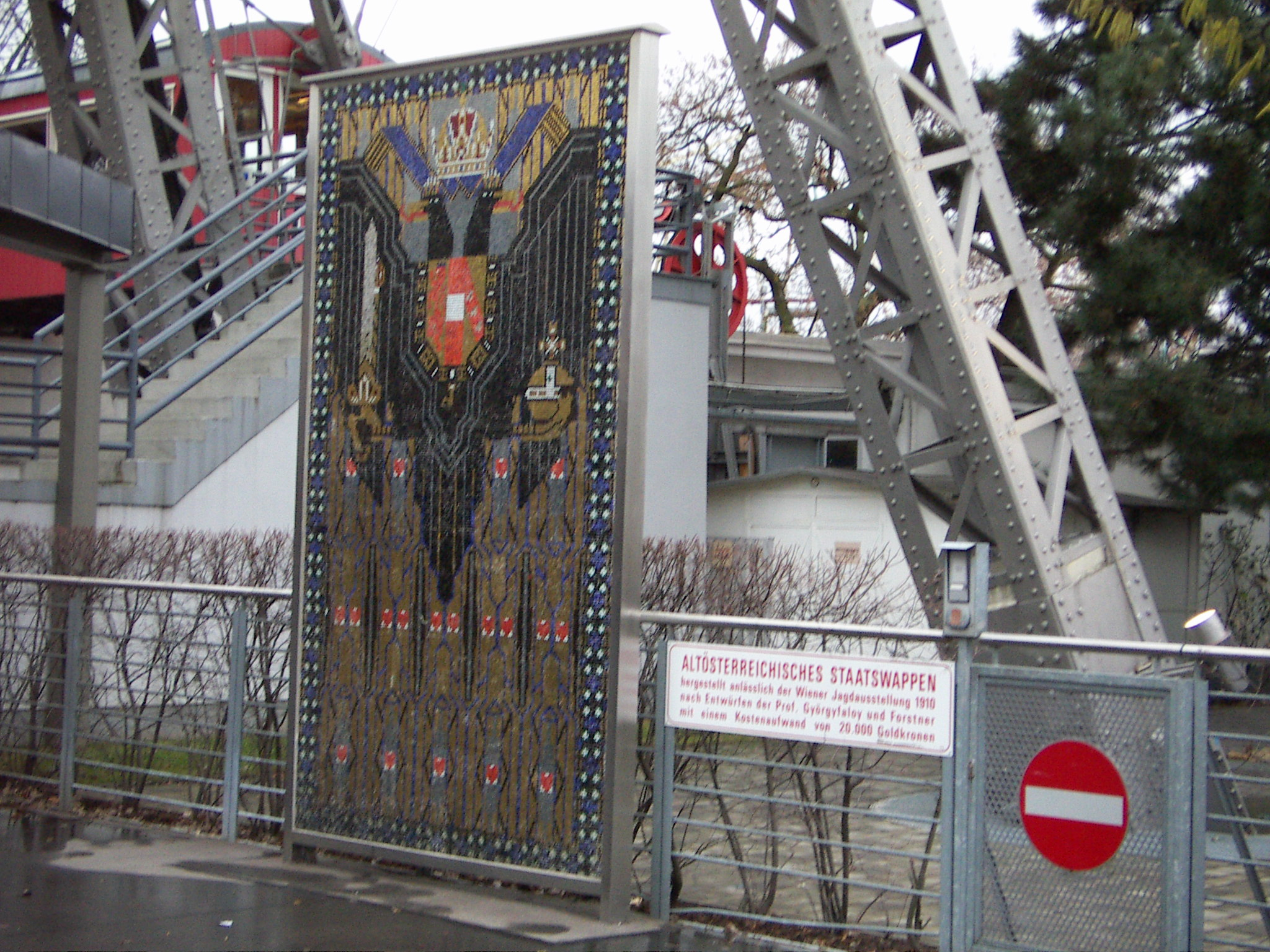
Австрийский императорский герб на венской Охотничьей выставке 1910 года
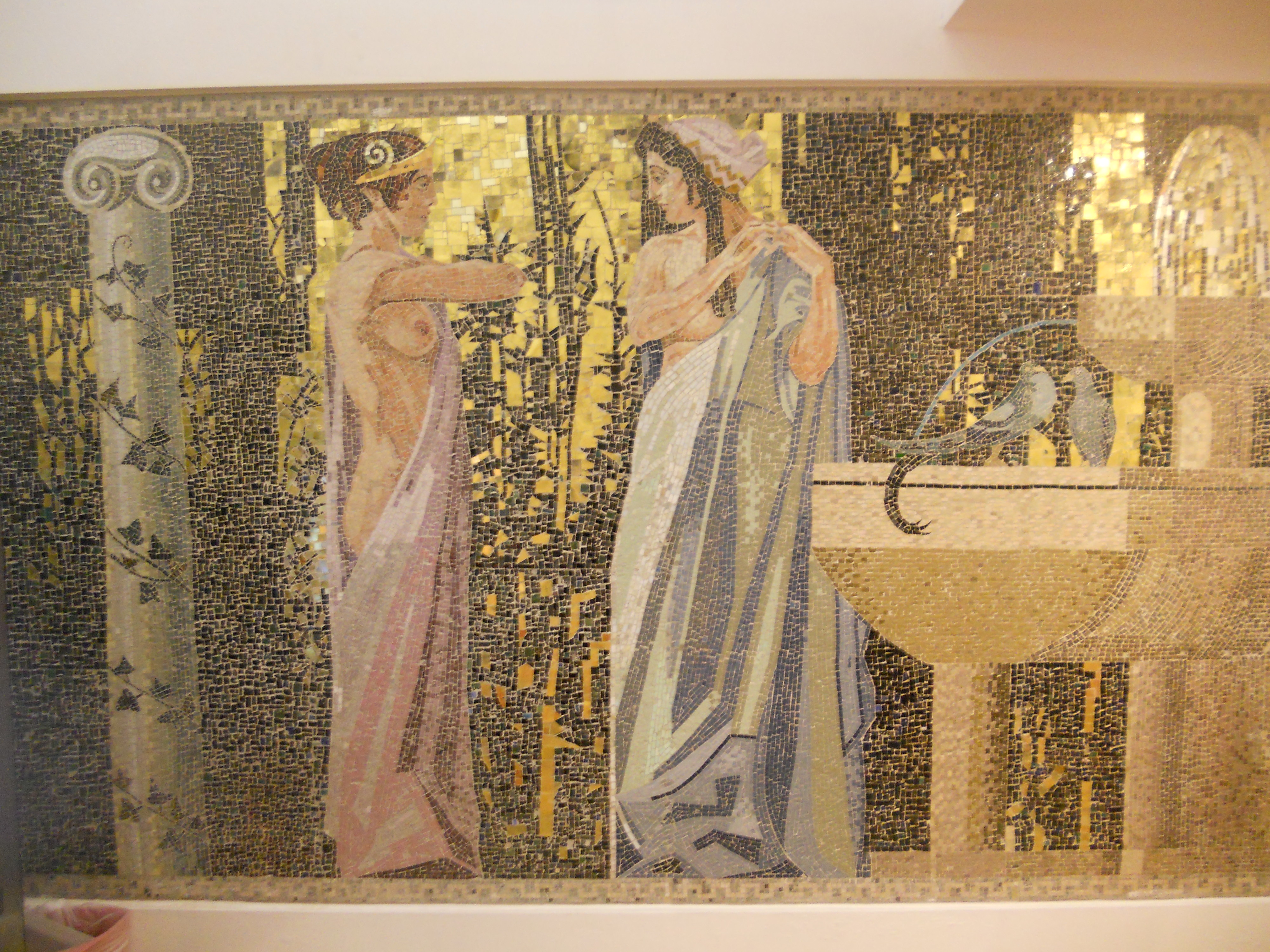
Деталь одной из мозаик
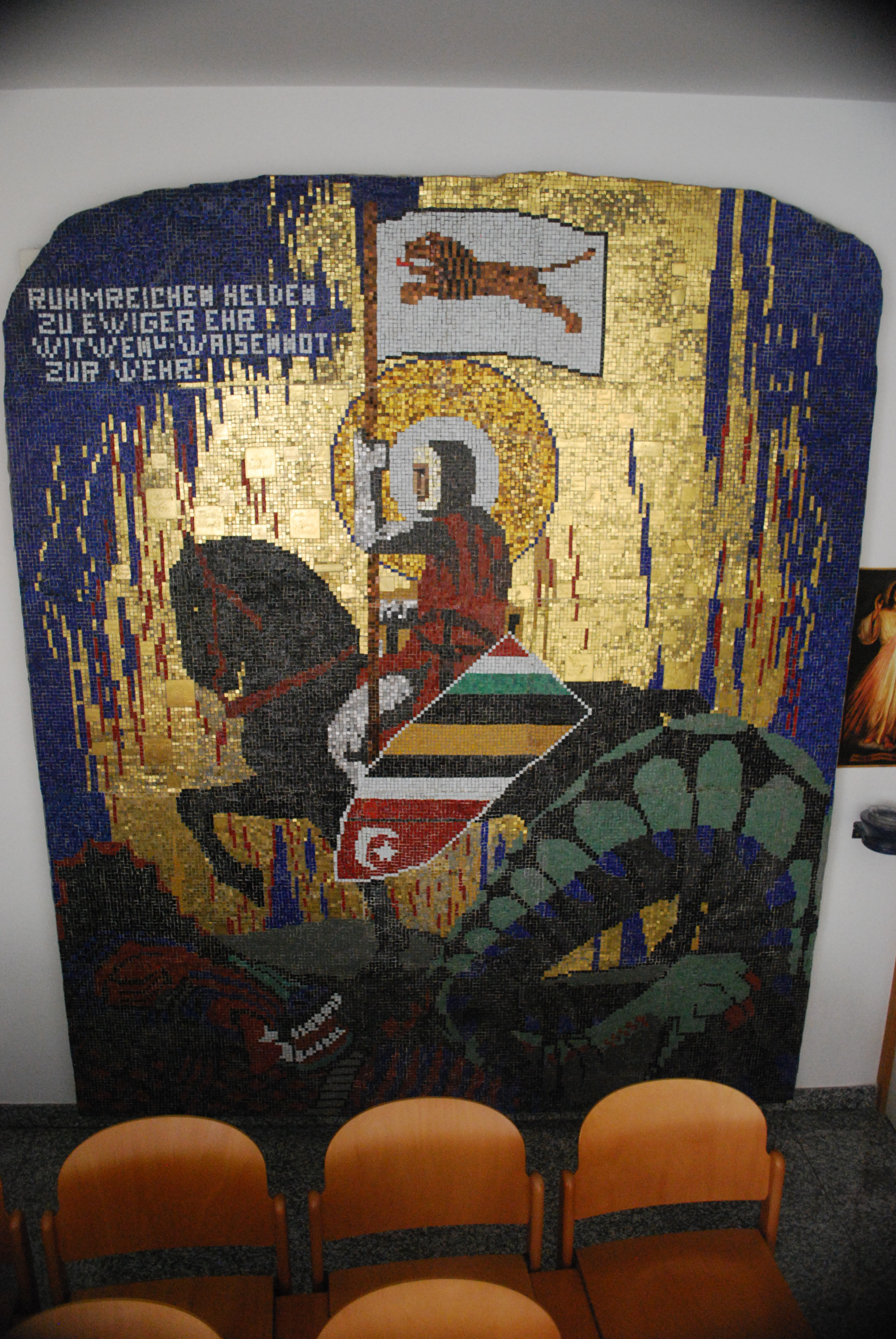
Святой Георгий
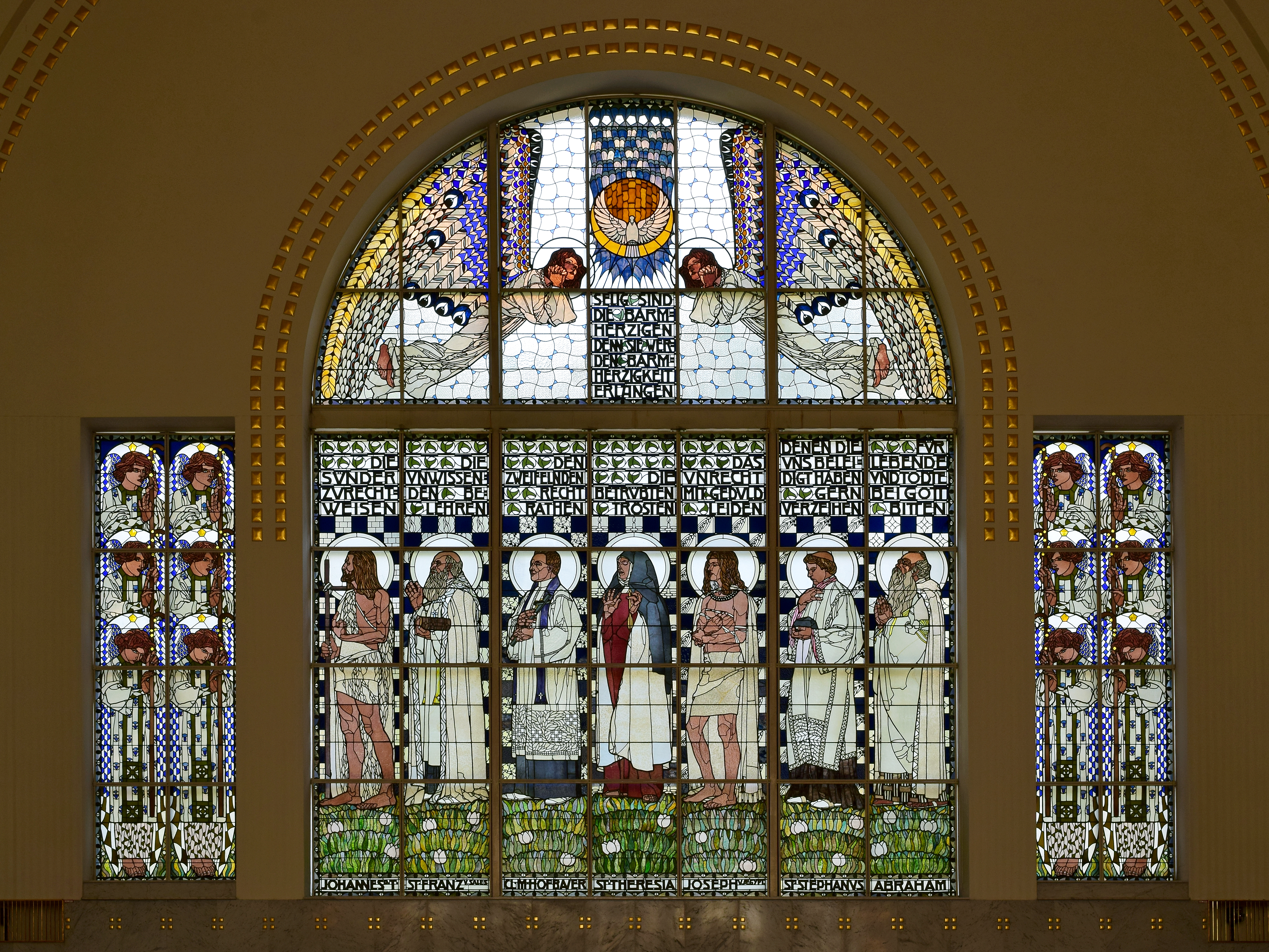
Оконный витраж Духовного Благочестия, церковь в Штейнхофе